# 岩菖蒲
岩菖蒲（学名：Tofieldia thibetica）是岩菖蒲科岩菖蒲属的植物，为中国的特有植物。分布在中国大陆的四川、贵州、西南部等地，生长于海拔700米至2,300米的地区，多生于草坡、沟边的石壁、灌丛下或岩缝中，目前尚未由人工引种栽培。

## 别名
岩飘子（四川）